# The Last Stand
A The Last Stand a Sabaton együttes nyolcadik stúdióalbuma. 2016. augusztus 19-én került megjelenésre, a Nuclear Blast kiadónál. Mint a zenekar összes lemezén, ezen az albumon is a háború és az ahhoz kapcsolódó dolgok a dalok témái. Az albumon több vendégzenész is szerepelt. A felvételeket Peter Tägtgren produceri munkájával a svédországi Abyss Stúdióban rögzítették, az album maszterelését Jonas Kjellgren végezte. Az album borítót Sallai Péter csinálta. Az album 2016. augusztus 19-én jelent meg.

## Számlista
1. Sparta
2. Last Dying Breath
3. Blood of Bannockburn
4. Diary of an Unknown Soldier
5. The Lost Battalion
6. Rorke's Drift
7. The Last Stand
8. Hill 3234
9. Shiroyama
10. Winged Hussars
11. The Last Battle
12. Camouflage (Stan Ridgway-feldolgozás)
13. All Guns Blazing (Judas Priest-feldolgozás)
14. Afraid to Shoot Strangers (Iron Maiden-feldolgozás)
15. Burn in Hell (Twisted Sister-feldolgozás)